# Rudolf Schollenbruch
Rudolf Schollenbruch (* 11. Januar 1856 in Schwelm; † November 1938 in Stuttgart) war ein deutscher Allgemeinarzt und Politiker. Er war Volksbeauftragter für Gesundheitswesen während der zweiten Münchner Räterepublik in der zweiten Aprilhälfte 1919.

## Leben
Schollenbruch war der Sohn eines evangelischen Geistlichen, seine Eltern stammten aus wohlhabenden westfälischen Industriellenfamilien. Er studierte von 1874 bis 1879 Medizin in München. 1880 trat er in die Sozialdemokratische Partei unter dem Vorsitz von Georg von Vollmar ein. Die Staatlichen Behörden entzogen ihm daraufhin mehrmals die Approbation, weshalb die Familie oft in schwierigen materiellen Verhältnissen lebte. 1890 siedelte er als Badearzt Adolph von München nach Westerland auf Sylt.

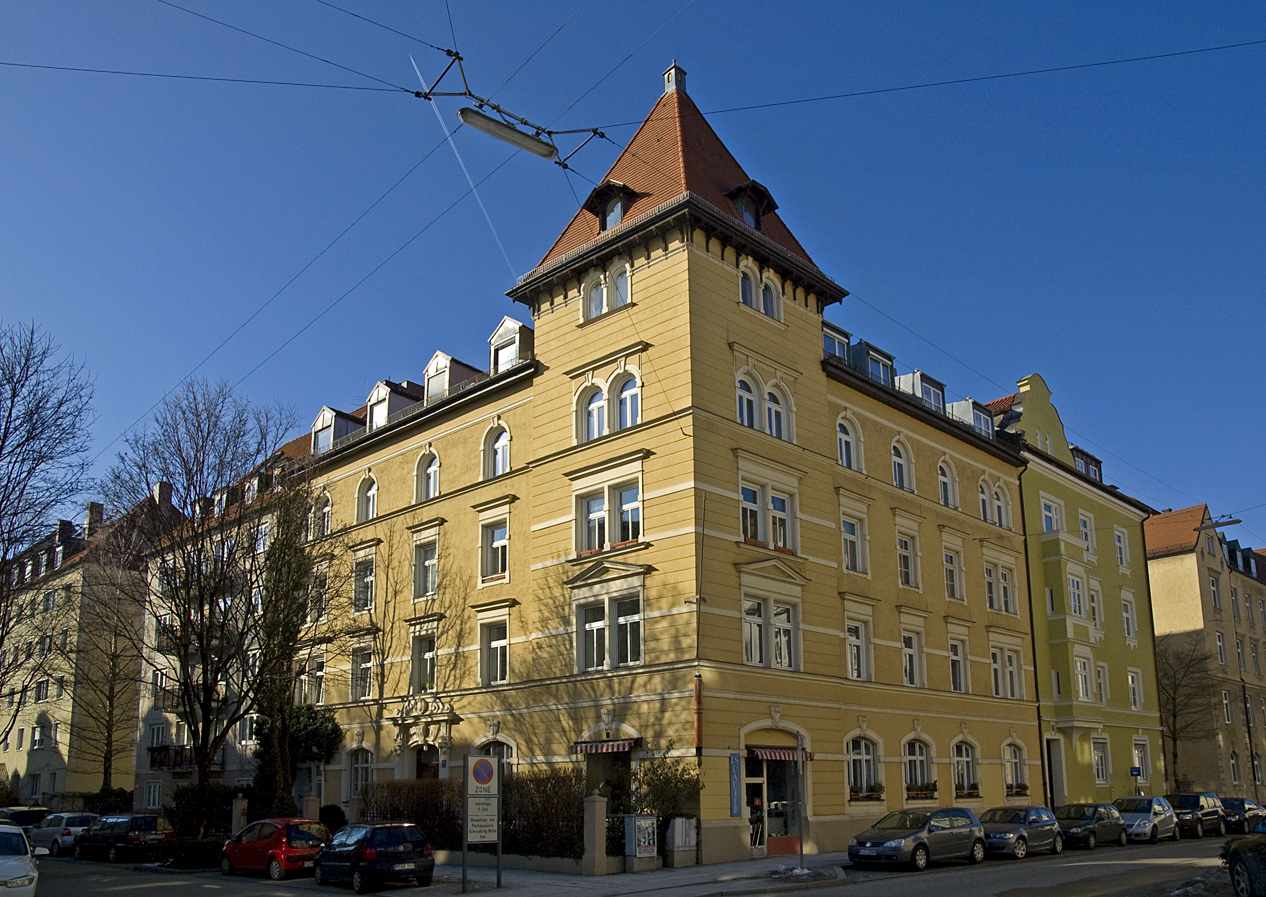
Kaiserstraße 46

1901 vermittelte er dem Ehepaar Maier eine Wohnung in der Kaiserstraße 46 in München. 1914 wurde er im Lazarett Rathenow und von 1915 bis 1916 im Bayerischen Vereinslazarett in Frankreich beschäftigt.
In der ersten Räterepublik in München, Anfang April 1919, war Schollenbruch Mitglied der Gesundheitskommission des Revolutionären Zentral Rates. Am 19. April 1919 wurde er zum Armeearzt der Roten Armee in München ernannt. Am 24. April 1919 wurde er Volksbeauftragter für Gesundheitswesen (Funktion eines Ministers in bürgerlichen Regierungen).
1919 kam er in Untersuchungshaft in der Justizvollzugsanstalt München und traf Erich Mühsam in der Justizvollzugsanstalt Eichstätt und Ernst Toller in Justizvollzugsanstalt Aichach. 1920 verfasste er einen Bericht zur Lage in München und speziell im Gesundheitswesen.
1924 war Schollenbruch als praktischer Arzt in München tätig und kandidierte als Wahlvorschlag der Kommunistischen Partei im Wahlkreis Oberbayern für den Bayerischen Landtag. 1931 besuchte er auf Einladung des Gesundheitskommissars der UdSSR die Krim und Moskau.
Anfang der 1930er Jahre zog er nach Stuttgart, wo er 1933, als 77-Jähriger, von der Gestapo vorübergehend verhaftet und verhört wurde und sich an der verbliebenen klandestinen Organisation der KPD beteiligte.
Er war in erster Ehe mit Rose Schollenbruch verheiratet. Seine zweite Frau war Maria Schollenbruch, geb. Rohling, Schauspielerin am Hamburger Staatsschauspiel. Am 19. November 1902 wurde in München ihre gemeinsame Tochter Erika Buchmann geboren.